# Eldar
Eldarii sunt elfii care au acceptat să meargă în Valinor, în urma propunerii valarului Oröme. O parte din ei au rămas totuși în Pământul de Mijloc, și au luat numele de Sindari, iar restul care au ajuns la capătul călătoriei, și care erau împărțiți în trei mari neamuri, Noldorii, Vanyarii si Telerii au luat numele de Eldari.